# Philoscia lubricata
Philoscia lubricata là một loài chân đều trong họ Philosciidae. Loài này được Budde-Lund miêu tả khoa học năm 1894.